# Stanislav Mikule
Stanislav Mikule (* 1. srpna 1979 Nové Město na Moravě) je český muzejník, muzeolog, heraldik a popularizátor historie. Zabývá se také literární činností a divadelnictvím.

## Život
Stanislav Mikule je absolventem Filozoficko-přírodovědecké fakulty Slezské univerzity v Opavě, kde v roce 2004 ukončil studium oboru historie-muzeologie. Během studia se v letech 2000–2004 působil jako druhý režisér a scenárista amatérského divadelního souboru J. B. Mikuno. Z her, napsaných pro soubor, byly uvedeny jednoaktovky Rande (premiéra 2001), Volba (2002), Archibalda (2003), Den jako stvořený pro vraždu (2003) a pohádková fraška pro dospělé Sněhulka a čtrnáct Eskymáčků (2004).
V roce 2001 s Ivanem Bergmannem založil studentský sborník Artemisia, který na Slezské univerzitě (vycházel ještě roku 2015). Podílel se také na přípravě literárních večerů (2002–2004) a zúčastnil se  česko-polské literární dílny Provincie – Pramen slova (2003). Roku 2002 se stal členem Koordinačního výboru Asociace studentů a přátel Slezské univerzity.
Od roku 2005 pracuje v Regionálním muzeu města Žďáru nad Sázavou, kde krom jiného založil tradici žďárských muzejních nocí. Ve Žďáře nad Sázavou v roce 2009 uvedl svou celovečerní hru Adam a jeho ženy, kterou nastudoval se členy Divadelního spolku Žďár, o. s. Hra získala ocenění „Za tvořivé hledání inscenačního klíče“ na jihlavském festivalu amatérských divadel JID 2009.
V roce 2014 byla v rámci oslav 20. výročí zapsání Poutního kostela sv. Jana Nepomuckého na Zelené hoře na Seznam světového dědictví Unesco uvedena jeho jednoaktová hra Hvězdný vůz (Divadelní spolek Žďár, o. s., režie Martin Blažíček), seznamující diváky se skutečným i fiktivním vznikem této stavby. Roku 2018 se jeho povídky Archa a Kostka umístily na 4. a 5. místě v plzeňské literární soutěži O Stříbřitělesklý halmochron, které se zúčastnilo 37 sci-fi příběhů od 33 autorů.
Od roku 2006 se věnuje přednáškové činnosti pro nejširší veřejnost, v jejímž rámci popularizuje historii a také odbourává mnohé mýty a vžité omyly českých i obecných dějin (Rytíři mezi námi aneb O šlechtě vážně i nevážně; Jak se žilo za Otce vlasti; Tajemství rytíře Mozarta atd.) Je autorem návrhu znaku a vlajky obcí Vatín, Znětínek, Kotlasy a Kadov a místních částí Nového Města na Moravě Pohledec a Maršovice. Na 11. sjezdu českých historiků, který se konal ve dnech 13.-15. září 2017 v Olomouci, se zúčastnil panelu Vznik a proměny šlechtické obce Podunajské monarchie 17.-20. století, na němž přednesl příspěvek o rodu Šlechtů ze Všehrd s názvem Tradice s výhradami. O právnících z téhož rodu promluvil při oslavách 150. výročí založení Spolku českých právníků Všehrd v jednom ze sálů pražského Karolina 8. března 2018.
Stanislav Mikule je členem Moravské genealogické a heraldické společnosti v Brně, Heraldické společnosti v Praze, redakční rady Vlastivědného sborníku Vysočiny, Divadelního spolku Žďár, o. s. a dalších.

## Publikace
- Poutní kostel sv. Jana Nepomuckého na Zelené hoře. Žďár nad Sázavou 2012. 89 stran.
- 55 let žďárského jezdectví. Žďár nad Sázavou 2012. 52 stran, 7 stran příloh, vytiskl www.knk.cz; soukromý tisk – bez ISBN.

## Spoluautor
- 400 let. Památník k oslavě 400letého jubilea povýšení Žďáru na město (1607–2007). Žďár nad Sázavou 2007. 144 stran. (Spoluautoři Jaroslav Švoma a Miloslav Lopaur.)
- Žďárský uličník II/1. Zámek Žďár. Žďár nad Sázavou 2017. 296 stran. (Vedoucí autorského kolektivu: Miloslav Lopaur. Spoluautoři: Jana Fuksová a Silvie Jagošová.)
- Žďárský uličník II/2. Zámek Žďár. Žďár nad Sázavou 2018. 304 stran. (Vedoucí autorského kolektivu: Miloslav Lopaur. Spoluautorka: Jana Fuksová.)